# Bistum Bridgeport
Das Bistum Bridgeport (lat. Dioecesis Bridgeportensis, engl. Diocese of Bridgeport) ist eine in den Vereinigten Staaten gelegene römisch-katholische Diözese mit Sitz in Bridgeport, Connecticut.

## Geschichte
Das Bistum Bridgeport wurde am 6. August 1953 durch Papst Pius XII. mit der Apostolischen Konstitution Qui urbis aus Gebietsabtretungen des Erzbistums Hartford errichtet und diesem als Suffraganbistum unterstellt.

## Territorium
Das Bistum Bridgeport umfasst das im Bundesstaat Connecticut gelegene Gebiet Fairfield County.

## Bischöfe von Bridgeport
- 1953–1961 Lawrence Shehan, dann Koadjutorerzbischof von Baltimore
- 1961–1988 Walter William Curtis
- 1988–2000 Edward Michael Egan, dann Erzbischof von New York
- 2001–2012 William Edward Lori, dann Erzbischof von Baltimore
- 2013–0000 Frank Joseph Caggiano